# Керим, Срджан Асан
Срджан Аса́нов Кери́м (макед. Срѓан Асанов Керим) (родился 12 декабря 1948 в Скопье) — северомакедонский дипломат, министр иностранных дел (2000—2001).

## Образование
Окончил экономический факультет в Белграде (1967—1971). Доктор экономических наук (1982).
Владеет английским, немецким, французским, итальянским и македонским языками.

## Карьера
- 1976—1978 — член Президиума Молодёжной федерации СФРЮ.
- 1986—1989 — министр внешнеэкономических связей в правительстве Македонии.
- 1989—1991 — заместитель министра иностранных дел Социалистической Федеративной Республики Югославии.
- 1992—1994 — вице-президент компании «Copechim-France», Париж.
- [1994—2000 — посол Республики Македонии в Федеративной Республике Германия.
- 1995—2000 — посол Республики Македонии в Швейцарии.
- 1995—2000 — посол Республики Македонии в Лихтенштейне.
- 1999—2000 — специальный посланник Генерального координатора Пакта стабильности для Юго-Восточной Европы.
- 2000—2001 — министр иностранных дел Республики Македонии.
- 2001—2003 — постоянный представитель Македонии в Организации Объединённых Наций.
- 2003—2006 — председатель македонско-германской экономической ассоциации.
- С 2006 — почётный председатель македонско-германской экономической ассоциации.
- 2007—2008 — председатель Генеральной Ассамблеи ООН.

Женат, отец троих детей.

## Награды
- Большой крест с бриллиантами ордена Заслуг Княжества Лихтенштейн (2008 год)[1].